# Ренц, Франц Францевич
Фра́нц Фра́нцевич Ре́нц (1860—1942) — русский советский астроном. Заслуженный деятель науки (1934), доктор астрономии (1935), профессор (1939).

## Биография
Родился 5 (17) февраля 1860 года в семье ремесленника.
В 1883 году окончил физико-математический факультет Дерптского университета. Был оставлен при университете ассистентом физического кабинета (1884—1885) и за работу по определению широты Дерптского университета получил степень кандидата астрономии.
В 1886 году переехал в Санкт-Петербург и начал работать на Павловской магнитно-метеорологической обсерватории. Однако уже 1 апреля 1886 года сверхштатным астрономом перешёл в Пулковскую обсерваторию, где проработал всю свою жизнь; с 1889 года — адъюнкт-астрономом, с 1902 года — старшим астрономом; в 1923—1930 годах был заместителем директора Обсерватории.
Вместе с С. К. Костинским он выполнил первые астрофотографические работы. За исследование движений спутников Юпитера по фотографическим снимкам удостоен Золотой медали Академии наук. В 1901 году совместно с Ф. Ф. Витрамом определил по телеграфу разности долгот Пулково и Потсдама.
С 1896 года он проводил наблюдения на Большом пассажном инструменте. При участии и под руководством Ренца были составлены четыре пулковских каталога абсолютных прямых восхождений звёзд. Составил сводный каталог прямых восхождений 1769 звёзд по наблюдениям в восьми обсерваториях разных стран.
Много лет он заведовал в Пулковской обсерватории электрической и вычислительной частями.
Умер от голода в блокадном Ленинграде; в начале блокады он пытался эвакуироваться, но прождав сутки на аэродроме, вернулся в город. Умер 22 (или 26?) января 1942 года в общежитии аспирантов АН СССР (Петрозаводская ул, 7-б). Место его захоронения не установлено.

## Награды
Награды Российской империи: 
- орден Св. Станислава 1-й ст. (1895);
- орден Св. Анны 2-й ст. (1899);
- орден Св. Владимира 3-й ст. (1908);
- орден Св. Станислава 1-й ст. (1911)[2];

В 1905 году был произведён в действительные статские советники.
В СССР в 1935 году получил звание Заслуженный деятель науки РСФСР.

## Увековечивание памяти
Именем Ренца названа малая планета (1204) Ренция, открытая Рейнмутом 6 октября 1931 года в Гейдельберге. Портрет Ф. Ф. Ренца, выполненный в 1931 году Ольгой Жудиной, экспонируется в Музее ГАО.

## Семья
Жена Алиса Оттоновна Ренц (1874—1938) работала в обсерватории вычислителем.
Сестра Мария Францевна Ренц (1857—1933) была в Пулковской обсерватории вычислителем и переводчиком.
Брат — Владимир Францевич Ренц.